# 矢野泰二
矢野 泰二（やの たいじ、1970年7月19日 - ）は、日本の元俳優、歌手。身長162cm。

## 歴代所属事務所
- 東京宝映（現・宝映テレビプロダクション）→ファーストブレーン→アソシエイション （2002年頃）→シネマポルト・アカデミー （2005年3月末日で退社）

## 経歴・人物
1980年代から90年代にかけて俳優（子役）として活躍。主に学園ドラマでツッパリ役を演じた。また、「MARKET-CLUB（マーケットクラブ）」というボーカルグループで歌手としても活動した。
現在は引退している。

## 出演

### 映画
- KIDS（1985年、松竹富士） - アキラ 役
- SO WHAT（1988年、松竹） - 東ショータロー 役
- JINGI 仁義（1991年、東映） - 英松 役

### ドラマ
- ザ・サスペンス「ママが…!」（1983年2月5日、TBS）
- オサラバ坂に陽が昇る（1983年、TBS） - 黒木秀俊 役
- うちの子にかぎって…（1984年、TBS） - 早乙女誠 役
- オレゴンから愛（1984年、フジテレビ）
- 痛快あばれはっちゃく 第81話「負けるな! 仲間はずれマルヒ作戦」（1984年11月24日、テレビ朝日） - 上田アキラ 役
- 男の家庭科（1985年、フジテレビ） - 井村健一 役
- アルザスの青い空（1985年、フジテレビ） - 富田明 役
- 新・熱中時代宣言（1986年、日本テレビ） - 市山 役
- 第一生命スペシャル「肝っ玉ママとオチャメな天使」（1986年9月22日、フジテレビ） - 主人公をナンパする少年 役
- な・ま・い・き盛り（1986年、フジテレビ） - 大石ケンジ 役
- 西田敏行の泣いてたまるか 第1話「花嫁のお父ちゃん」（1986年10月21日、TBS）
- オレの息子は元気印（1987年、日本テレビ）
- ママはアイドル 第6話「小さな恋のものがたり」（1987年5月19日、TBS） - 田所 役
- キスより簡単（1987年、フジテレビ）
- 桃色学園都市宣言!!「St.月桂寺HighSchool」（1987年 - 1988年、フジテレビ）
- 君の瞳をタイホする! 第1話「私がすきだと自白しなさい」（1988年1月4日、フジテレビ）
- 晴海コンパニオン物語（1988年10月15日、フジテレビ）
- はいすくーる落書（1989年、TBS） - 猿橋直 役
  - はいすくーる落書 スペシャルだぜ!（1989年12月29日、TBS）
- 北の国から'89帰郷（1989年3月31日、フジテレビ） - 赤塚満治（アカマン） 役
- 明日に向かって走れ!（1989年 - 1990年、フジテレビ） - 木塚 役
- 恋のパラダイス 第2話「意地張らないで愛したいのに」（1990年4月19日、フジテレビ） - 小山伸司 役
- ホットドッグ 最終話「さらば子供たち」（1990年6月28日、TBS） - ヒロシ 役
- 東京ストーリーズ 第39回「黒服夏生」（1990年8月20日、フジテレビ） - 主演
- 学校へ行こう! 第8話「あいつを退学にはさせない!」（1991年5月27日、フジテレビ） - 不良 役
- DRAMADOS-E ドラマドスE「悶々シネマクラブ」（1992年、関西テレビ）
- 世にも奇妙な物語「精神力」（1992年4月30日、フジテレビ） - 大沢 役
- 柴門ふみセレクション「ふしだらなシンデレラたち」（1992年10月12日、テレビ朝日）
- NHKスペシャル 列島ドラマシリーズ「ラストパーティー」（1993年3月29日、NHK）
- 夏子の酒（1994年、フジテレビ） - 黒岩慎吾 役

## ディスコグラフィ

### マーケット・クラブ

#### シングル
- ばく（1990年、NECアベニュー）
- 自分ヒストリー（1991年、NECアベニュー）

#### アルバム
- 宝島共和国（1990年、NECアベニュー）
- せーの!（1991年、NECアベニュー）